# 悪臭

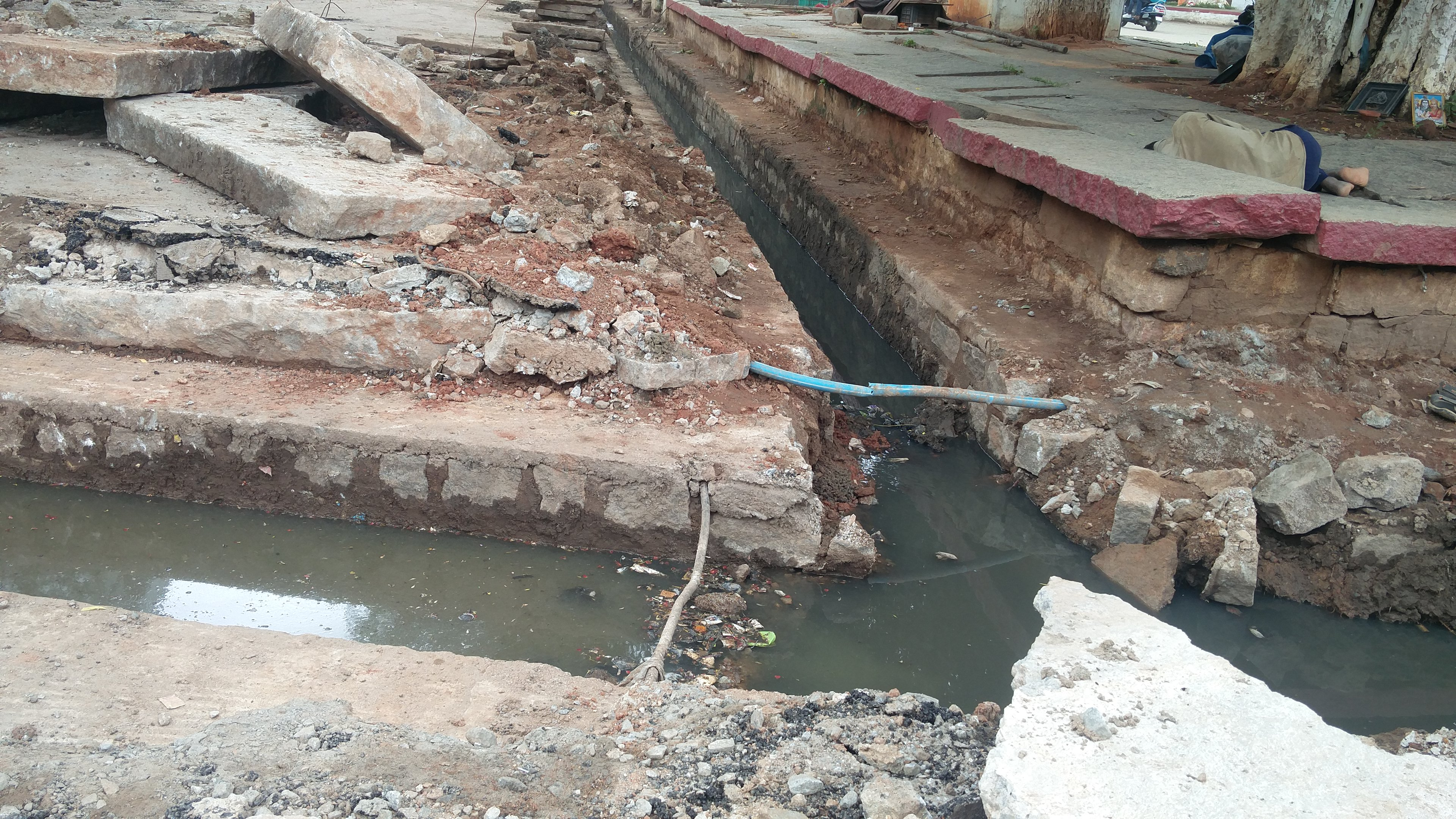
悪臭を放つ汚水

悪臭（あくしゅう）とは、ヒトに知覚できる臭気のうち不快なものを指す。
公害対策基本法で規定された典型七公害のひとつであるが、「不快」の定義及び数値化が困難で騒音以上に個人差が大きい感覚公害である。このこともあり、法令による規制対象としての悪臭は、日常生活でいうのとはいくぶん異なるものとなっている。

## 嗅覚と悪臭

スカトール。高濃度では糞の、低濃度では花の匂いがする

ヒトの嗅覚は五感のうちでも特に鋭敏であり、本能的、原始的な感覚とされ、未解明の領域も多い。腐敗した有機物の発する物質を悪臭と感じるのは、進化の過程で死臭による危険の察知や、食物の状態を判断するため発達したものと考えられている。
臭気として知覚できる物質は数十万種はあるといわれ、日常的に「○○のにおい」と表されるものでも、その構成物質は数百に及ぶ。たとえばコーヒーの香りからは500種の物質が数えられている。また、ヒトが何らかの臭気を感じた時、それを不快に感じるかどうかは非常に幅が広く、様々な要素が影響する。
- 臭気の強さや構成：香水や果物などのにおいは、強すぎると悪臭になることが知られている
- 他の感覚との補完：魚の生臭さは通常不快だが、市場の映像を見せながらだと臨場感を高める効果となる（バーチャルリアリティ）
- 体調や状況：いわゆる「気になる」「気にならない」で、時刻や頻度、感じているストレスの大きさなど、身体的・心理的状態により感覚が左右される
- 習慣や価値観：多くの文化が悪臭を放つ発酵食品などを利用しているように、有益なものの特徴に過ぎないことを知っていれば、不快感は大きく低減され、さらには好意的に受け止められもする（例えばブルーチーズや納豆など）
- 嗅覚疲労、順応：同じ悪臭に曝露され続けるとやがて感じなくなり、これが長期間続くといったん無臭状態を経由しても感じにくくなる

このため、悪臭を定性的・定量的にあらわすことは非常に困難であり、評価から人間の主観を排することができない。この問題の解決手段として期待されている臭気センサーの開発は、五感を代替するセンサーのなかでは最も遅れている。これまでに半導体や薄膜、細胞などを利用したものが考案され、製品も市販されているものの、ヒトの嗅覚、特に嗅ぎ分けには追いついておらず、用途は限られている。

## 悪臭物質

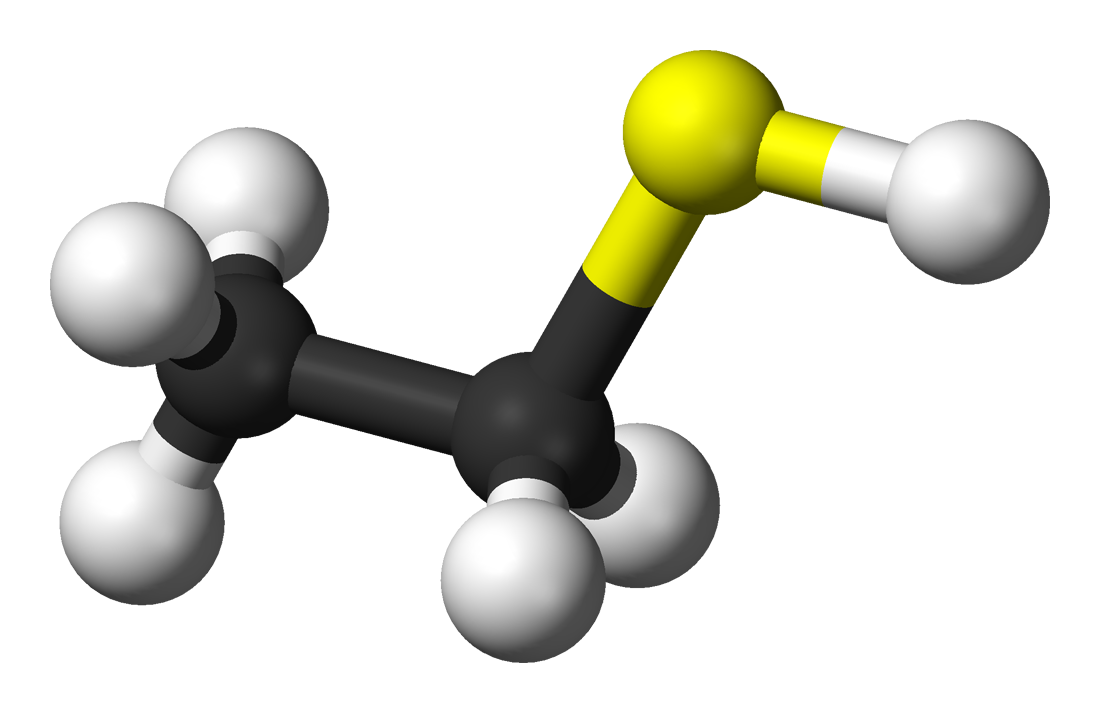
エタンチオール（エチルメルカプタン）。ガスに添加される悪臭物質。世界一臭い物質としてギネス認定されている

アンモニア（公衆トイレの臭い）、硫化物（腐敗臭）、フェノール類、アルデヒド類などが代表的な悪臭物質である。特に悪臭のする物質は、特定悪臭物質として悪臭規制法で指定されている。
特に硫化物（有機硫黄化合物）は濃度に対する悪臭の強さが突出しており、ガスの付臭に用いられている。

## 発生源

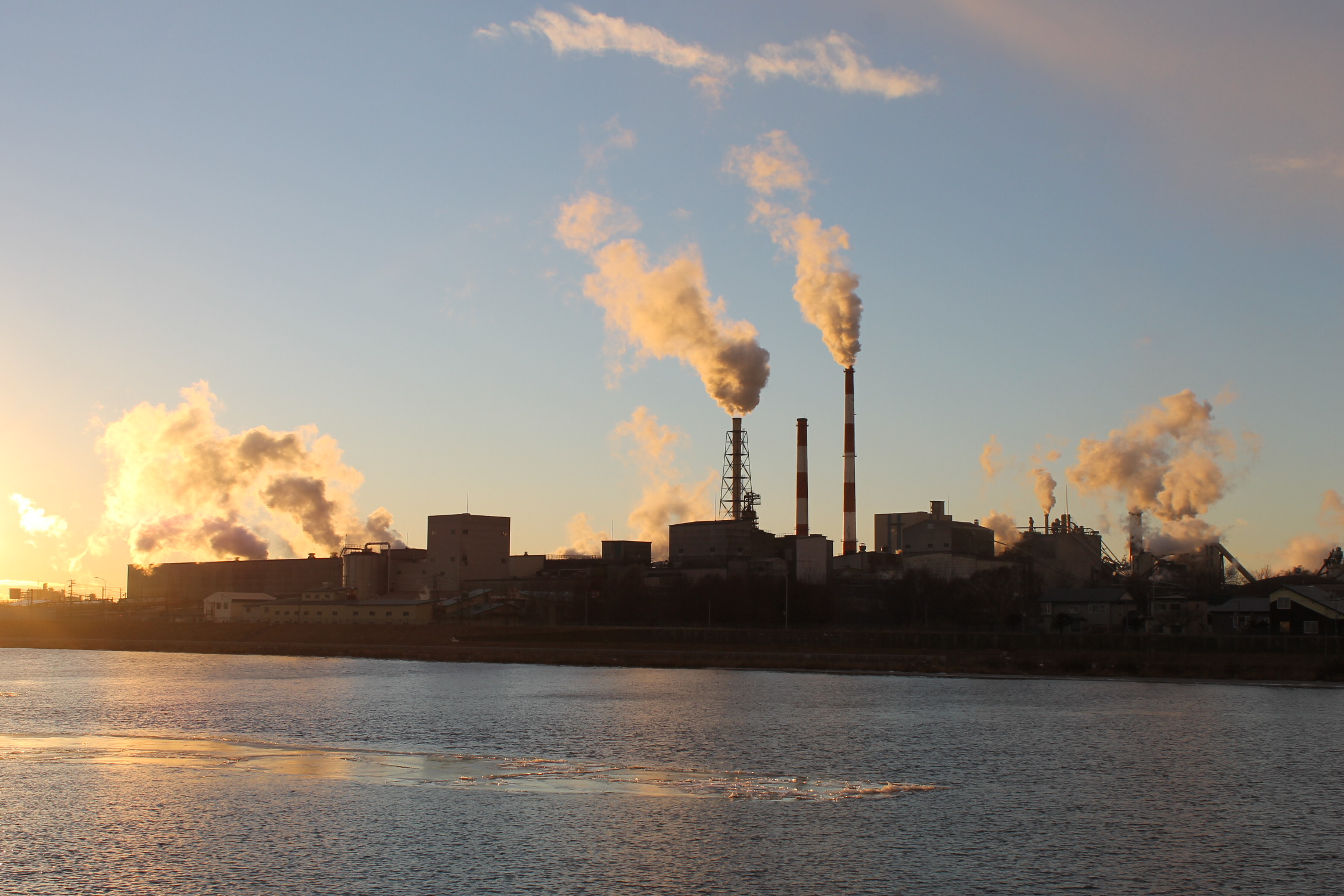
釧路市のパルプ工場

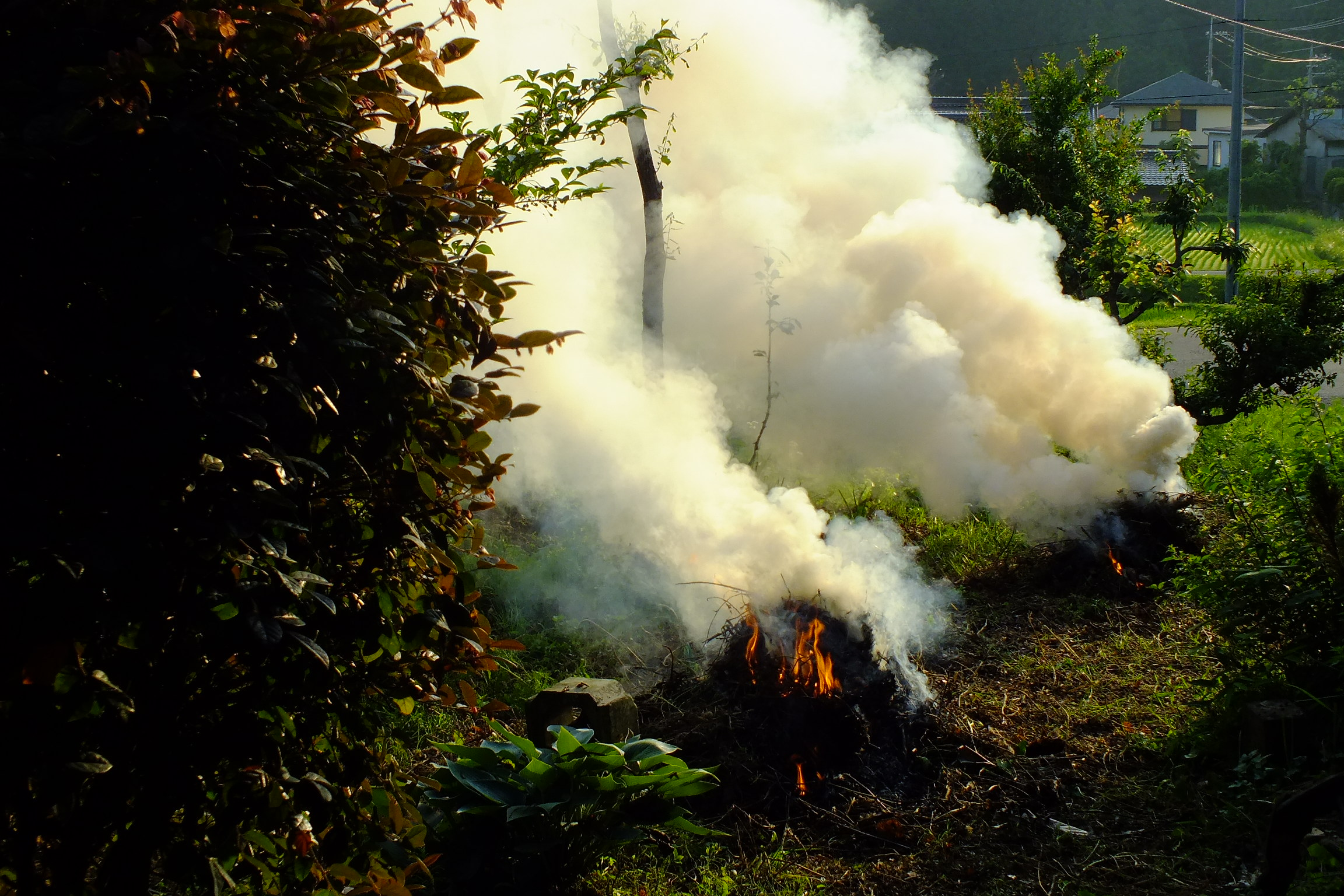
兵庫県篠山市の野焼き（野外焼却）。野焼きは悪臭苦情の原因で一位である

- 野外焼却（野焼き） - 悪臭苦情の原因としては、苦情総数のうちの1/3を占めており、原因としては最多である
- 薪ストーブ - 住宅地に設置されるため、自治体から設置前の注意が呼びかけられている
- 工場 - 煤煙や、換気による排出空気。特にパルプ工場や鋳物工場の悪臭は高度経済成長期に大きな問題となった
- タバコ - 喫煙の際にタバコから放出される副流煙、喫煙者の呼気から放出される呼流煙
- 飲食店 - 食欲をそそる匂いも、事業者が連続して高濃度かつ大量に排出しているといった場合、それは悪臭とみなされうる。
- 畜産 - 養鶏・養豚・酪農など、多数の家畜からの糞尿臭や体臭
- 汚水 - 下水や生活排水など
- 排気ガス - 自動車に代表される内燃機関や、工場など
- ゴミ - 生ゴミ等の一般廃棄物の集積場
- 住宅 - 一般住宅やアパート、寮であっても、適切な管理がなされていなければ悪臭を放つ

このほか、身近な臭気も規模は小さいが状況により悪臭となる。
- 香水、化粧品や香料
- ヒトの口臭
- ペットの排泄物や体臭
- 便所の設備

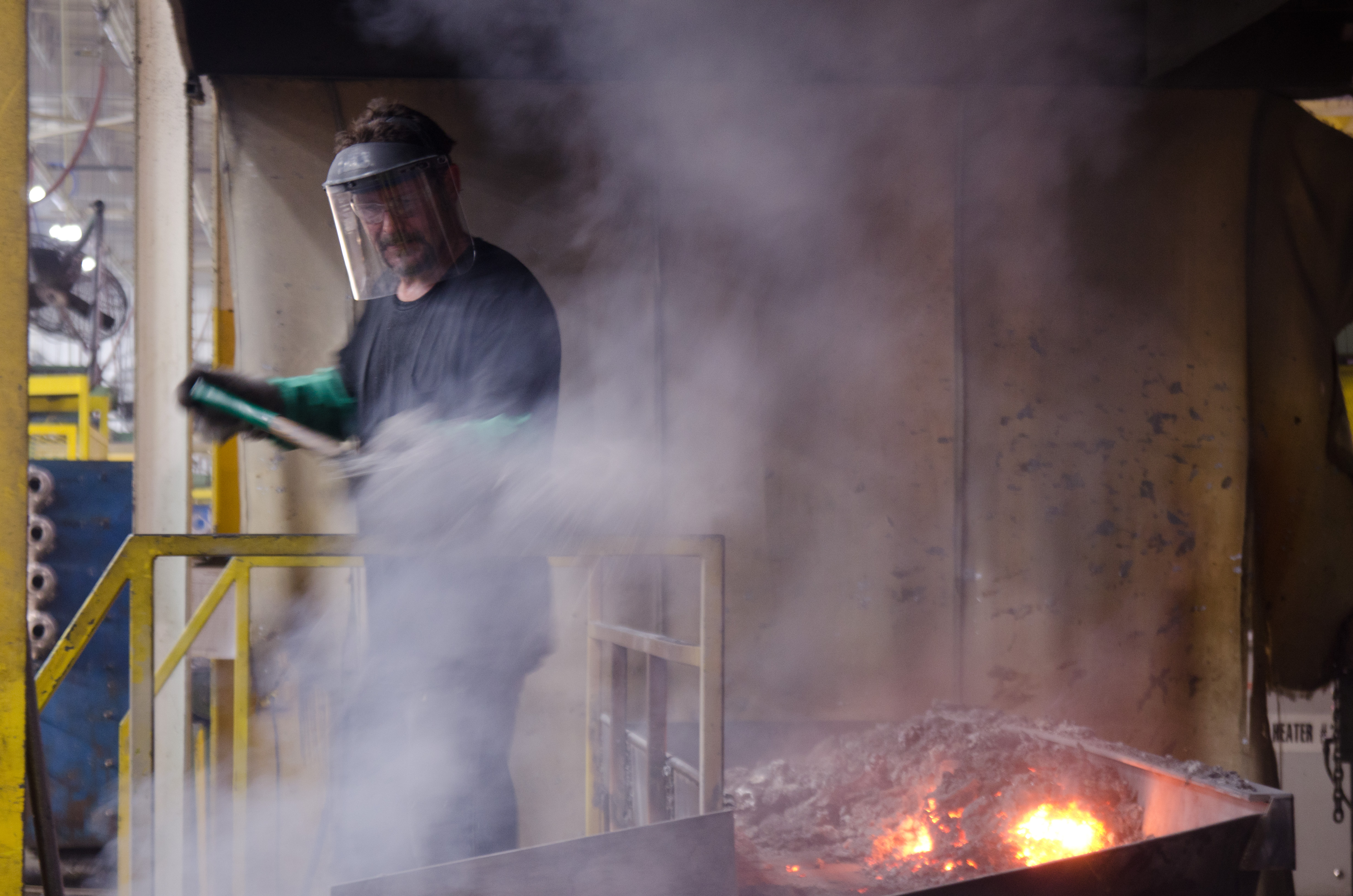
鋳物工場の作業風景
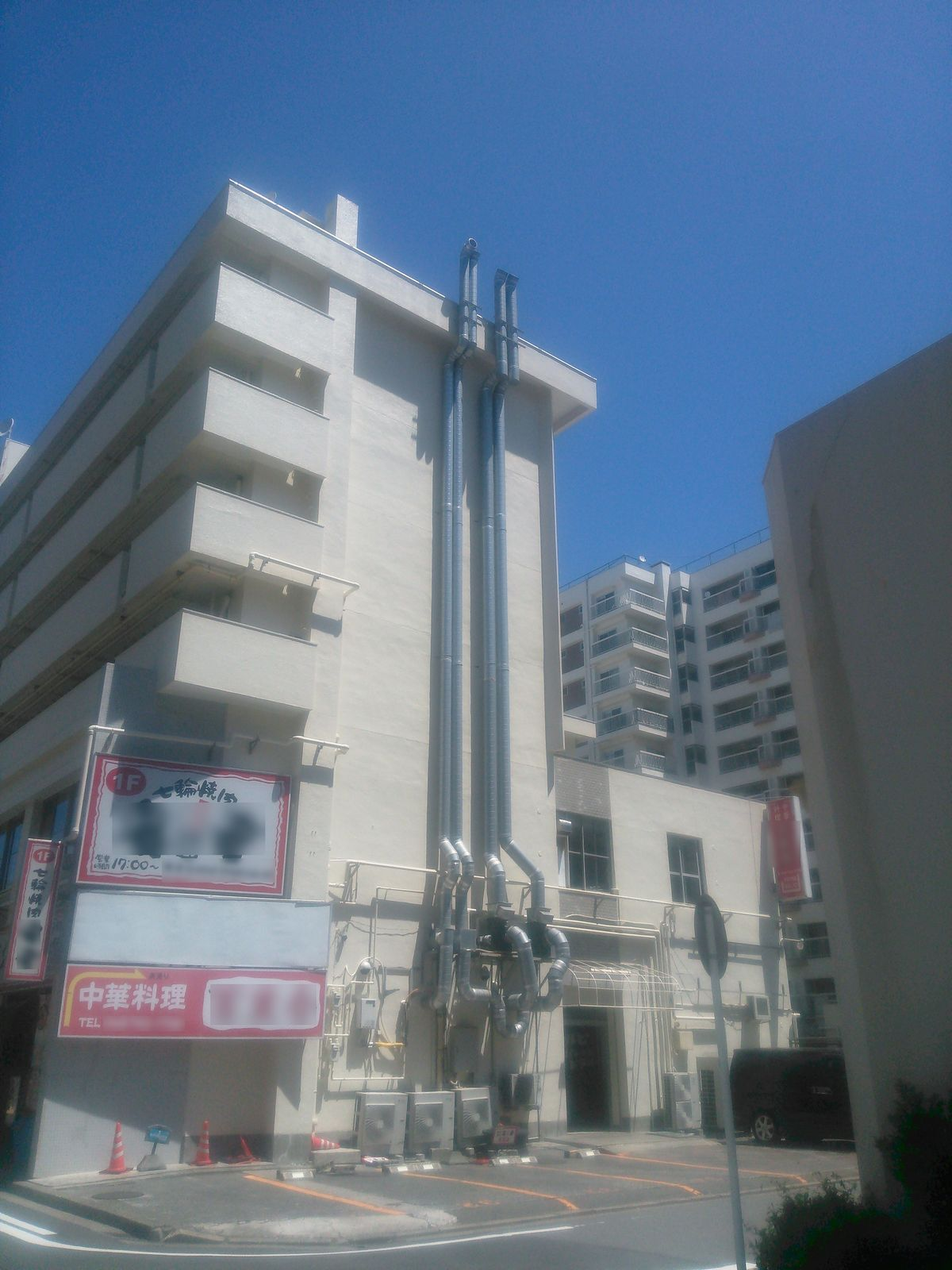
焼肉店の排気ダクト
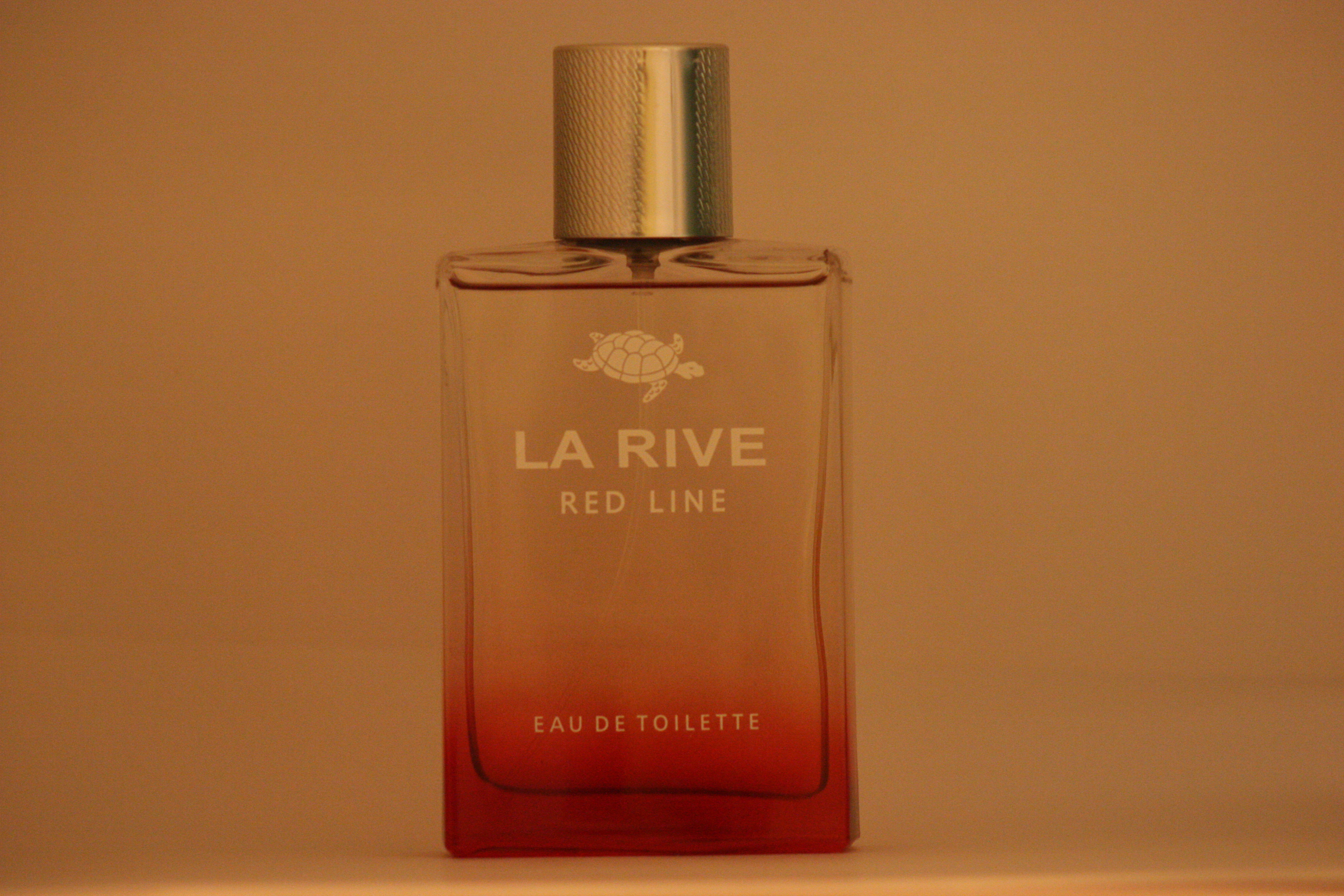
香水
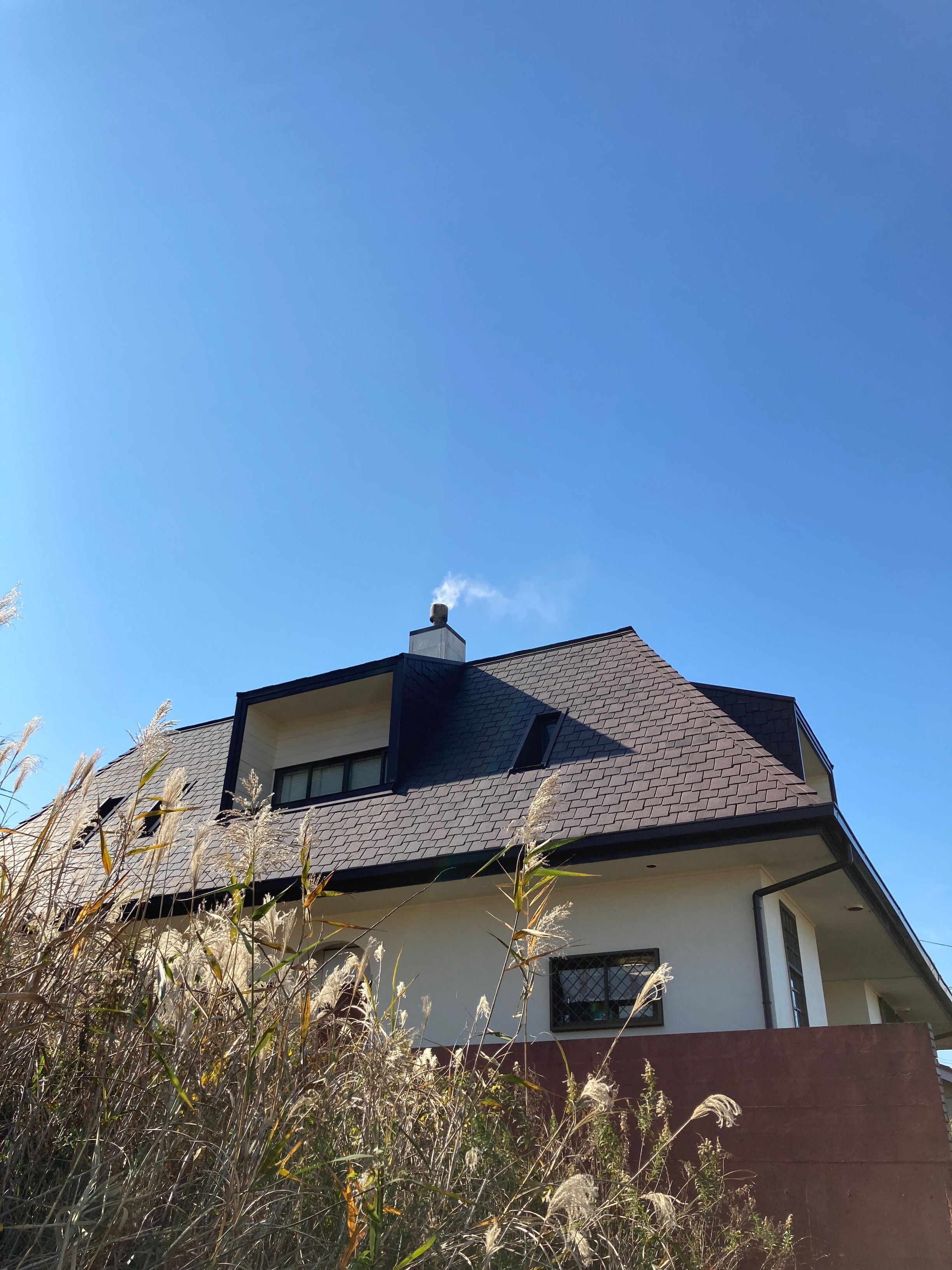
住宅地の薪ストーブ
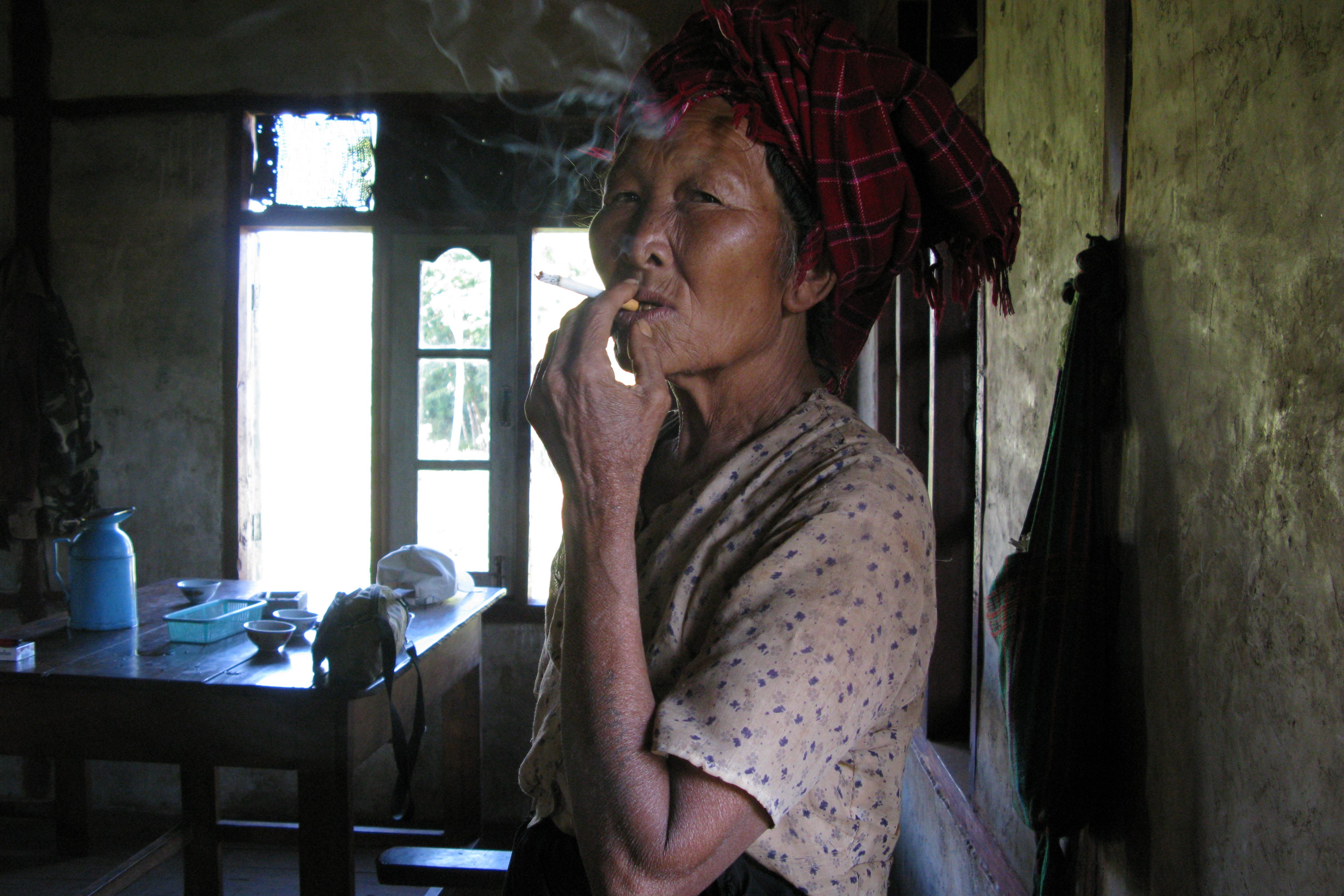
喫煙

### 苦情統計
環境省は悪臭苦情の統計を取っており、令和二年度の状況は次のとおりである。
- 苦情件数は15,438件で、前年度比3,418件（28.4％）の増加
- 野外焼却（野焼き）が5,536件（全体の35.9％）を占め、サービス業等がそれに続く
- 野外焼却（野焼き）への苦情件数は、前年度比1,943件（54.1％）に大幅に増加している
- 苦情件数の多い都道府県は千葉県（1613件）、東京都（1344件）、愛知県（1299件）

## 対策

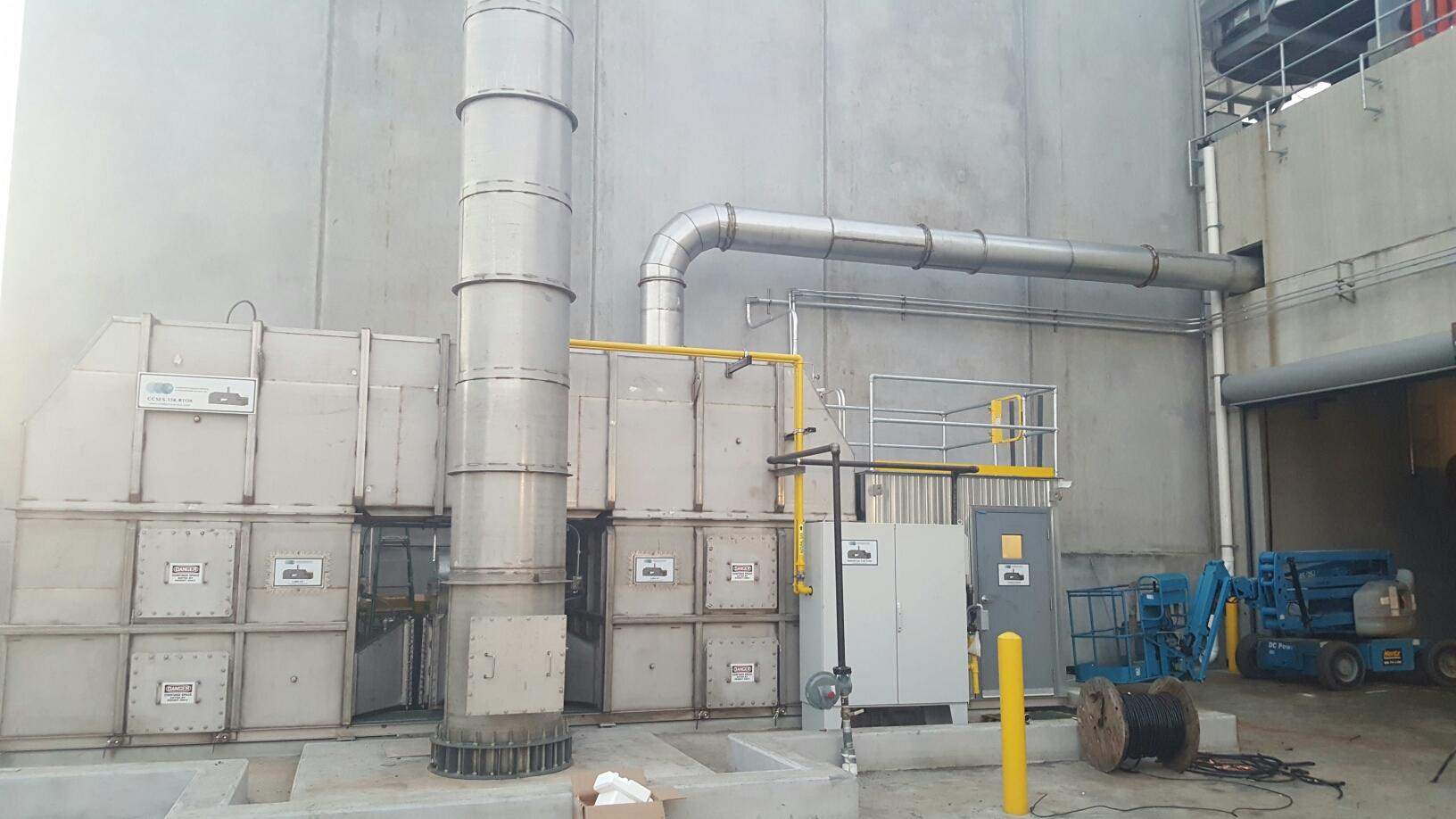
サーマルオキシダイザー

悪臭は気体であるため、発生源の気密性を高め、ダクトで送気し、サーマルオキシダイザーなどの無害化装置に送り込むといった対策が採られる。
こうした処置は大掛かりかつ高価になるため、なかなか実行されないのが実情である。

### サーマルオキシダイザー
熱で悪臭分子を分解する装置。

### 煙突
腐食性や毒性など有害性の懸念がない場合には、煙突を用いて高所へ放出し希釈・拡散する方法が有効な場合がある。
煙突を用いた高所への拡散は、悪臭防止法により二号規制として定められている。

## 法的規制

### 悪臭防止法
悪臭防止法は、当該法律において規定された地域の悪臭の発生を規制するものである。
自治体の長が悪臭を防止する必要のあるエリアを指定する。一般的には学校、病院、住宅街（住居専用地域）といった地域が指定される。
通常、工業地域はこの指定から外され、悪臭の規制は一切存在しないことがほとんどである。

#### 二号規制
工場などで発生する排気は、通常煙突を通じて高所に排出され、拡散し、いずれ地上に落下してくる。
この時の悪臭の程度を以って基準をクリアしているかどうかが判断される。
つまり、非規制地域である工業地域での排出であっても、最終的に規制地域内で悪臭が検知された場合は規制をクリアしたとはみなさない。
これを二号規制と呼ぶ。

#### 所轄省庁
悪臭防止法の所轄は環境省である。
環境省は、事業者の臭気対策のためにガイドブック、パンフレット、マニュアル、統計データなど広く公開している。
また、トラブルの調整役として総務省が公害等調整委員会や公害紛争処理制度、公害苦情相談窓口を設置している。

#### 2つの規制基準
悪臭は悪臭防止法により規制され、次の2つの規制基準が設定されている。
- 特定悪臭物質
- 臭気指数

このどちらかの基準に則る必要がある。（環境基準は設定されていない）
どちらの規制基準を採用するかは、各自治体に委ねられている。
抵触しているかどうかは、発生源を特定したうえで、その敷地境界線上での測定し、採用した規制基準に適合しているかどうかで判断される。

#### 臭気指数規制への切り替え
特定悪臭物質は、特に臭気が強いものを指定しリスト化したものであるが、すべてを網羅できるわけではない。
リストに含まれなくとも悪臭のする物質は無数に存在し、また一般的に悪臭とされないものであっても濃度や頻度によっては悪臭公害とみなされる。
そのため、より広範な規制体系が求められ新設されたものが臭気指数規制である。
臭気指数は規制する物質を特定せず、臭気判定士などの有資格者が直接その空気の臭いを嗅ぎ、臭いの強さそのものを判定する。
特定悪臭物質による規制では対処できない広範な悪臭に対して包括的に規制することができるため、より有用であると考えられる。
そのため、環境省は臭気指数規制への切り替えを支援しているが、ほとんど進んでいない。
環境省の統計によると、平成22年時点で全国の自治体のうち、臭気指数規制を行っている自治体はわずか27%程度である。
切り替えが進まない要因としては、特定悪臭物質に含まれない悪臭物質を放出している事業者を抱えている場合、臭気指数規制に切り替えてしまうとそうした事業者が多額の費用をかけて悪臭対策をする必要があるため、難色を示すケースが多い。
2022年現在においてもパルプ工場や鋳物工場などがある自治体においては、その周囲の非工業地域、つまり悪臭防止法で保護されるべき地域であっても悪臭はあって当然のものとされている。
そのため、そうした自治体では臭気指数への切り替えは全く行われていない。
ただし、昨今の国民の環境意識の高まりやSDGs、企業の社会的責任などの普及、自治体への苦情の増加により、抜本的な対策である臭気指数規制への切り替えはなされなくとも、業者側が自主規制に努めて昭和の時代よりは改善されている傾向にある
。

### 特定悪臭物質
法令上は「不快なにおいの原因となり、生活環境を損なうおそれのある物質」とされているが、香料として食品添加物に利用されているものもある。
| 番号 | 法令での名称             | 別名                     | 注    | においの特徴                     | 有害性、臭気に関係する利用法など                                                                       |
| ---- | ------------------------ | ------------------------ | ----- | -------------------------------- | --- |
| 1    | アンモニア               |                          | 2     | 公衆便所                         | 劇物、LC50 = 4200 ppm/1 h（ラット）、消臭剤（嗅覚を麻痺させる）                                        |
| 2    | メチルメルカプタン       | メタンチオール           | 0.004 | 腐ったキャベツ、糞尿             | LC50 = 670 ppm （ラット）                                                                              |
| 3    | 硫化水素                 |                          | 0.06  | 腐った卵                         | LC50 = 440 ppm/4 h （ラット）                                                                          |
| 4    | 硫化メチル               | ジメチルスルフィド       | 0.05  | 腐ったタマネギ、磯               | LC50 = 40000 ppm/4 h （ラット）、香料（コーヒー、チョコレート）、 ガスの付臭                           |
| 5    | 二硫化メチル             | ジメチルジスルフィド     | 0.03  | 腐った野菜、ニンニク             | LC50 = 800 ppm/4 h （ラット）、香料（タマネギ、キャベツ）                                              |
| 6    | トリメチルアミン         | N,N-ジメチルメタンアミン | 0.03  | 腐った魚、アンモニア             | LC50 = 7700 ppm （マウス）                                                                             |
| 7    | アセトアルデヒド         | エタナール               | 0.1   | 青臭い刺激、ホルマリン           | LC50 = 13000 ppm/4 h （ラット）、香料（ヨーグルト、熟した果物）                                        |
| 8    | プロピオンアルデヒド     | プロパナール             | 0.1   | 甘酸っぱい焦げた刺激             | 香料（新鮮な果物）                                                                                     |
| 9    | ノルマルブチルアルデヒド | ブタナール               | 0.03  | 甘酸っぱい焦げた刺激             | 香料（リンゴ、セイヨウナシ）                                                                           |
| 10   | イソブチルアルデヒド     |                          | 0.07  | 甘酸っぱい焦げた刺激             | 香料（果物）                                                                                           |
| 11   | ノルマルバレルアルデヒド | 1-ペンタナール           | 0.02  | 甘酸っぱい焦げた刺激             | 香料                                                                                                   |
| 12   | イソバレルアルデヒド     | 3-メチルブタナール       | 0.006 | リンゴ                           | 香料（果物）                                                                                           |
| 13   | イソブタノール           | イソブチルアルコール     | 4     | 発酵した果実、バナナ様           | 香料（果物）                                                                                           |
| 14   | 酢酸エチル               |                          | 7     | リンゴ、接着剤                   | 劇物（シンナーを取り締まるため指定）、 LC50 = 16000 ppm/6 h （ラット）、香料（イチゴ、熟したオレンジ） |
| 15   | メチルイソブチルケトン   | 4-メチル-2-ペンタノン    | 3     | シンナー、樟脳                   | |
| 16   | トルエン                 | メチルベンゼン           | 30    | ガソリン、シンナー               | 劇物、LC50 = 4800 ppm/4 h （ラット）                                                                   |
| 17   | スチレン                 |                          | 0.8   | プラスチック                     | LC50 = 2700 ppm/4 h （ラット）                                                                         |
| 18   | キシレン                 | ジメチルベンゼン         | 2     | ガソリン                         | 劇物、LC50 = 4300 ppm/4 h （ラット）                                                                   |
| 19   | プロピオン酸             | プロパン酸               | 0.07  | 酸味のある腐敗、嘔吐物           | 食品用香料                                                                                             |
| 20   | ノルマル酪酸             | n-ブタン酸               | 0.002 | 汗臭い、馬糞                     | |
| 21   | ノルマル吉草酸           | ペンタン酸               | 0.002 | むれた靴下や足の裏               | |
| 22   | イソ吉草酸               | 3-メチルブタン酸         | 0.004 | 発酵したチーズ、むれた足、爪の垢 | |

- 注：臭気強度として3（規制基準の中央値）を与える物質濃度 （ppm）。
- 2–5は敷地外の排出水も規制。1972年1–5追加、1976年6、7、17追加、1990年19–22追加、1994年8–16、18追加。
- 19–22は、エステル化合物が香料として利用される。

### 臭気指数
臭気指数とは、臭気濃度の常用対数を10倍とし、感覚的臭気強度と同程度の数値となるようにしたもの。
臭気指数 = log（臭気濃度） × 10
法令では、人間の嗅覚でその臭気を感知することができなくなるまで希釈した倍数、から算出される。
臭気をヒトの嗅覚で評価しようとする試みは古く、20世紀初め、ドイツのヘンドリク・ツワーデマーカー （Hendrik Zwaardemaker） に遡る。日本では1975年、東京都が開発・使用していた三点比較式臭袋法が注目され、やがて全国展開された。

#### 測定方法
嗅覚検査に合格したパネル（被験者）に、3つの袋のうちどれかに希釈した臭気試料が入っているサンプルを渡し、どれに入っているか当ててもらう。
パネルの正解率が3分の1まで低下した時点で、希釈により臭気が感じられなくなったと見なし、その希釈倍率を臭気濃度とする。

### 規制の歴史

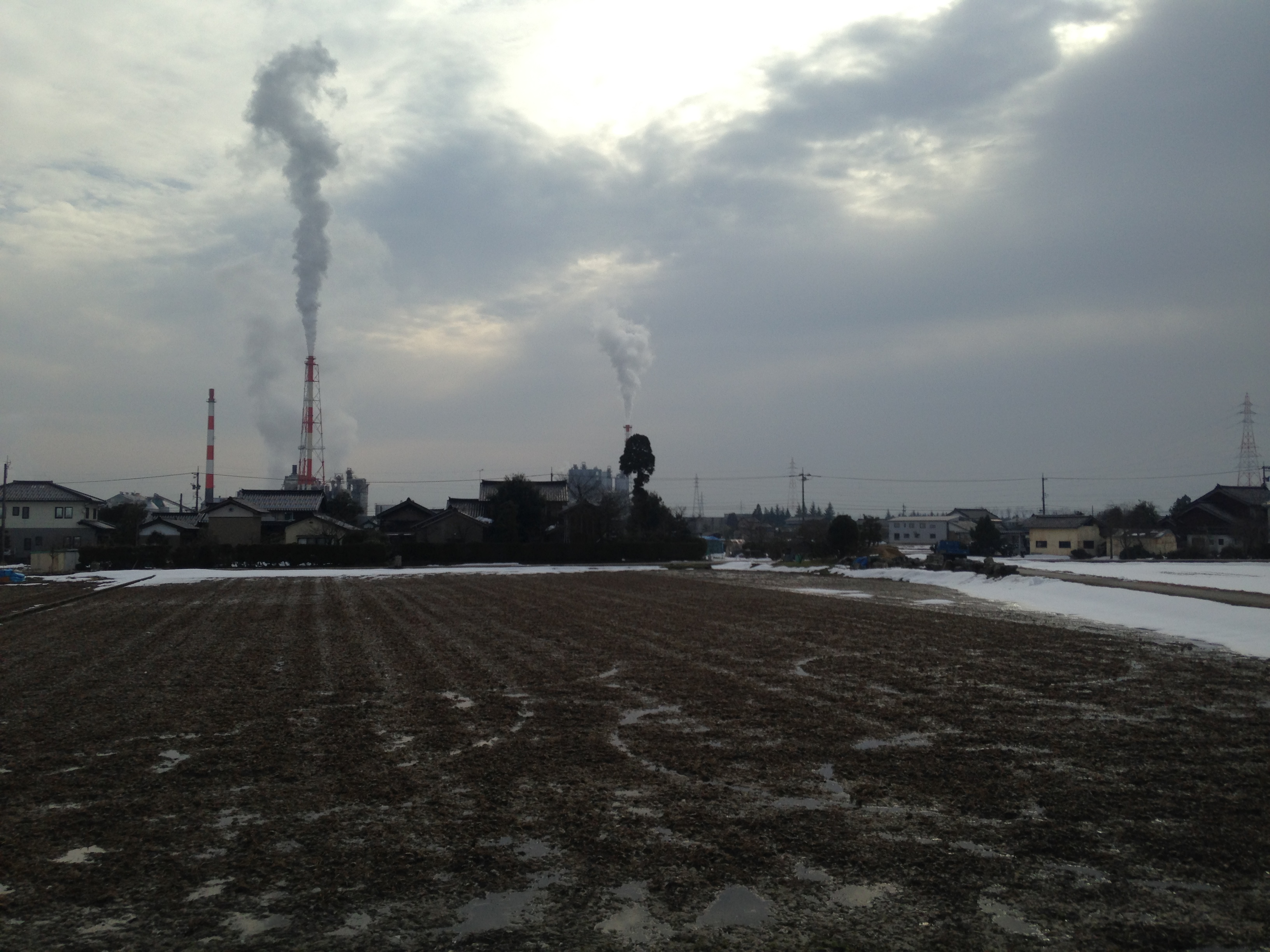
パルプ工場の臭気

かつて、都市への人口集中を背景として、工場をはじめとする事業場等で使用される材料や製品、廃棄物などから発する臭気が問題となった。これに対し、測定可能な悪臭「物質」を定め、その濃度について設けた基準を用い、被害を評価する手法が採られた。規制されている物質には、有毒なものも無害なものもあるが、嗅覚刺激が強かったり、悪臭被害を招きやすい状況から共通して発生する物質のうち、定量的に測定できる物質が選ばれている。
これにより、悪臭に関する苦情件数は濃度規制導入時の年2万件弱から20年を経て年1万件まで減少したものの、複数または対象外の物質による複合臭気（原因物質が特定できない事も多い）、増加する都市型、生活型と表現されるタイプの臭気苦情への対応には限界があった。そこで、1996年から臭気判定士による測定から求めた臭気指数による規制を行うこととなった。
しかしながら、この改正を境に全国の悪臭苦情件数は急増し、2003年には過去最悪の年2万5千件に達した。その後減少し、2006年度実績は18805件となっている。なお、苦情が急増した背景には当時認識が広まった、野焼きによるダイオキシン類生成への警戒感があると見られる。
2000年に環境庁は「におい環境指針」を策定し、環境基準に準じるものとして、臭気環境目標（不快なにおいの低減と臭気に関する望ましい環境の維持・達成）として定性的目標（大部分の地域住民が日常生活において感知しない程度）を設定した。また、定量的目標の設定に必要な数値化手段の開発が産業技術総合研究所で行われている。